# Tasikagung
Tasikagung is een bestuurslaag in het regentschap Rembang van de provincie Midden-Java, Indonesië. Tasikagung telt 4083 inwoners (volkstelling 2010).